# ボロベイキ
ボロベイキ （ロシア語 Воровайки)は、 ロシアのシャンソンジャンルで活動するロシアの女性グループである。 チームの創設者は作曲家のユーリアルマゾフ（本名はナディクトフ）で、プロデューサーは、パルタクハルチュンヤン。 このグループは、「有料」の曲、数多くのアルバム、そしてスキャンダラスな外観で知られています。 プロデューサーによって、グループのジャンルは「ブラッポップ」として指定されている。 

## グループの人（仲間）たち
| 限目       | 構造                 | 構造                       | 構造                   | 構造                                 |
| ---------- | -------------------- | -------------------------- | ---------------------- | ------------------------------------ |
| 2000〜2001 | ダイアナ・テルクロワ | ヤナ・パブロワ・ラツビエワ | イリーナ・ナゴルナヤ   | -                                    |
| 2001〜2002 | ダイアナ・テルクロワ | ヤナ・パブロワ・ラツビエワ | スベトラーナ・アザロワ | -                                    |
| 2002〜2004 | ダイアナ・テルクロワ | ナタリア・ビストロヴァ     | スベトラーナ・アザロワ | ヤナ・パブロワ-ラツビエバ （録音曲） |
| 2004〜2005 | ダイアナ・テルクロワ | ナタリア・ビストロヴァ     | スベトラーナ・アザロワ | -                                    |
| 2005〜2006 | ダイアナ・テルクロワ | ナタリア・ビストロヴァ     | ラリサ・ナディクトヴァ | -                                    |
| 2006〜2008 | ダイアナ・テルクロワ | 三品エレナ                 | ラリサ・ナディクトヴァ | ジュリアナ・ポノマレバ               |
| 2008〜2009 | 三品エレナ           | ヤナ・パブロワ・ラツビエワ | ラリサ・ナディクトヴァ | -                                    |
| 2009〜2009 | -                    | ヤナ・パブロワ・ラツビエワ | ラリサ・ナディクトヴァ | -                                    |
| 2009〜2019 | ダイアナ・テルクロワ | ヤナ・パブロワ・ラツビエワ | ラリサ・ナディクトヴァ | -                                    |
| 2019〜     | ダイアナ・テルクロワ | ヤナ・パブロワ・ラツビエワ | ラリサ・ナディクトヴァ | スベトラーナ・ラリオノヴァ           |

## 批判
グループは時々低い音楽の好みの一例として挙げている：ボロベイカ『』「バイオリングループの演奏を鑑賞することができる人々は、アンサンブルの作品に大きな関心を示しそうにない」 
このグループは、ポップグループの「クラシック」スキームに従ってプロデューサーのユリ・アルマゾブによって作成された最初で唯一のグループです。 音楽には純粋にポップとダンスのリズムが含まれており、シャンソンジャンルの他のパフォーマーとは異なり、彼らは歌詞に専門用語を使用していても、共感を引き起こす彼らの声を演奏しようとさえしなかったことに注意してください。 
ロシアのシャンソンのジャンル、作家、パフォーマーのアレクサンドルノビコフの伝説では、「ホップトラッシュ」という曲は「 刑務所に行ったことのないあからさまなオタク」によって明確に書かれたと記されています。 

## ディスコグラフィー

### スタジオアルバム
- 2001- Первый альбом (「ファーストアルバム」)
- 2001- Второй альбом (「セカンドアルバム」)
- 2002- Третий альбом (「サードアルバム」)
- 2003- Чёрные цветы (「黒い花」)
- 2004- Держи вора! (「泥棒をホールド！」)
- 2005- Шестой альбом (「シックスアルバム」)
- 2006- Седьмой альбом (「セブンスアルバム」)
- 2006- Подруги (「ガールフレンド」)
- 2007- Украденная любовь (「盗まれた愛」)
- 2009- Десятый альбом (「10枚目のアルバム」)
- 2009- Одиннадцатый альбом (「11番目のアルバム」)
- 2013- Московские улочки (「モスクワの通り」)
- 2018- Бриллиантики (「ダイヤモンド」)
- 2019- Начало (「始まり」)

### アルバムをリミックス
- 2002- Remix’ы Наколочки (「リミックス枕カバー」)
- 2005- Воровайки & DJ Вася — Remix’ы (「ボロベイキ＆DJベイサ-Remix's」)
- 2007- Акустический альбом (「アコースティックアルバム」)

### コレクション
- 2003- Мачо (「マッチョ」)
- 2009- Москва-Торонто (「モスクワトロント」)
- 2010- Танго (「タンゴ」)
- 2010- Grand Collection (「グランドコレクション」)
- 2011- Полярная звезда (「ポーラースター」)

### デュエット
| 曲の名前                         | 共同執行者         |
| -------------------------------- | ------------------ |
| Девчонка рыжая (「少女は赤い」)  | ビクター・コロレフ |
| Ты меня достала (「まいったよ」) | ビクター・コロレフ |

### その他
- 2007- Два Крыла (「Two Wings」)（ダイアナ・テルクロワによるソロアルバム）
- 2008- Дуэты (「デュエット」)（ヤナ・パブロワ＝ラツビエワのソロアルバム）

## ノート
1. 1 2  Максим Кравчинский — История русского шансона, Издательство «Астрель», 2012
2. ↑  Сафонова Т. В., Соколов М. М. — Представление себя «культурным» в повседневных взаимодействиях // Социологический журнал. 2005. № 1
3. ↑  “Телешоу "Три аккорда": нервы, слезы и понятия”. Собеседник.ру 2016年12月24日閲覧。